# Нигде в Африке
«Нигде в Африке» (нем. Nirgendwo in Afrika) — художественный фильм, снятый в 2001 году по автобиографическому роману немецкой писательницы Стефани Цвейг. Лауреат премии «Оскар» за лучший фильм на иностранном языке (2003).

## Сюжет
В 1938 году Йеттель Редлих (Юлиана Кёлер) и её пятилетняя дочь Регина едва успевают бежать из Германии в Африку, где уже обосновался их муж и отец Вальтер (Мераб Нинидзе). После «цивилизованной» Европы Вальтер и Йеттель не сразу свыкаются с тем, что неопределённое время они должны будут провести на отдалённой ферме в Кении, борясь за выживание среди опалённой солнцем саванны. Но, как и всякий ребёнок, Регина быстро привыкла к новым условиям, выучила язык и подружилась с местными жителями. Красота «чёрного континента» приводит её в неописуемый восторг, постепенно передающийся её родителям. Они всё больше привыкают к Африке, несмотря на суровые условия существования. Но война настигает семью Редлихов и здесь. Они узнают, что все их родственники, оставшиеся в Германии, погибли в концлагерях.
После окончания войны Вальтер как юрист получает назначение в Верховный суд новой Германии. Но ни Вальтер, ни Йеттель, ни выросшая Регина никогда не забудут Африку, ставшую для них второй родиной.

## В ролях
| Актёр             | Роль            |
| ----------------- | --------------- |
| Юлиана Кёлер      | Йеттель Редлих  |
| Мераб Нинидзе     | Вальтер Редлих  |
| Сидеде Оньюло     | Овуор           |
| Маттиас Хабих     | Зюскинд         |
| Леа Курка         | юная Регина     |
| Каролина Эккерц   | взрослая Регина |
| Герд Хайнц        | Макс            |
| Хильдегард Шмаль  | Ина             |
| Маритта Хорват    | Лизель          |
| Регине Циммерман  | Китти           |
| Габриэль Одинис   | Служанка Клара  |
| Беттина Редлих    | Миссис Садлер   |
| Джулия Лидль      | Инга            |
| Мехтильд Гроссман | Эльза Конрад    |
| Эндрю Сакс        | Мистер Рубенс   |
| Дайан Кин         | Миссис Рубенс   |

## Награды
- 5 премий «Лола» — лучший фильм, режиссёр, актёр второго плана (Маттиас Хабих), операторская работа, музыка — и номинация на лучшую женскую роль (Юлиане Кёлер)[5];
- 2 премии «Баварское кино»;
- Приз «ФИПРЕССИ» и Специальный приз жюри фестиваля в Карловых Варах и номинация на «Хрустальный шар»;
- «Серебряный приз» Гильдии немецких кинотеатров;
- 2 премии «Золотая волна» Международного фестиваля в Бордо — лучший фильм, сценарий;
- 2 премии МКФ в Сент-Луисе;
- Премия МКФ в Дурбане, ЮАР — лучший актёр 2-го плана (Сидеде Оньюло);
- Премия 19-го МКФ в Виареджо, Италия («Европейское кино 2002») — лучший немецкий фильм;
- 5 премий 10-го МКФ в Хэмптоне — лучший фильм, режиссура, музыка, актёр 2-го плана, приз зрительских симпатий;
- Приз зрительских симпатий «Недели немецкого кино 2002» в Париже;
- Премия 19-го МКФ в Иерусалиме — Специальный приз мэра Иерусалима;
- 3-й приз МКФ в Куала-Лумпуре, Малайзия, 2003;
- В 2003 году получил премию «Оскар» как лучший фильм на иностранном языке[6].